# Elizangela
Elizangela do Amaral Vergueiro (Rio de Janeiro, 11 de dezembro de 1954 – Guapimirim, 3 de novembro de 2023), conhecida somente como Elizangela, foi uma atriz, cantora e apresentadora brasileira. Com uma carreira de mais de cinco décadas, ela alcançou sucesso em vários campos do entretenimento. Umas das atrizes mais conhecidas da teledramaturgia brasileira, recebeu vários prêmios, incluindo um Prêmio Extra, além de ter recebido indicações para um Prêmio APCA e dois Troféus Imprensa.
Elizangela fez sua estreia na televisão ainda criança, apresentando vários programas infantis, como Essa Gente Inocente e Capitão Furacão. Em 1969 fez sua estreia como atriz no filme Quelé do Pajeú, pelo qual venceu o prêmio de Melhor Atriz Revelação no Festival de Cinema de Santos. Em 1971 estreou como atriz na televisão com uma personagem secundária na novela O Cafona, da TV Globo, que lhe rendeu a indicação ao Troféu Imprensa de Revelação do Ano. Alcançou o auge de seu sucesso na década de 1970 por sua intensa participação em produções televisivas, sobretudo por sua personagem Patrícia, uma das protagonistas de Locomotivas (1977).
Ao mesmo tempo, Elizangela iniciou carreira musical com o sucesso "Pertinho de Você". A música se tornou um hit em todo o país no ano de 1978, ficando no topo das paradas ao longo de vários meses, e ela teve seu talento reconhecido em diversas premiações. Ela se popularizou por suas personagens intensas, sensuais e extravagantes, geralmente cômicas, como a adolescente Emilene em Pecado Capital (1975), a dissimulada Mariúcha de Jogo da Vida (1982), a obsessiva Marilda Mathias de Roque Santeiro (1985), a extravagante Rosemary Pontes de Pedra sobre Pedra (1992) e a fogosa Noêmia de O Clone (2001). Em 2004, viveu um dos momentos mais marcantes e lembrados da sua carreira ao interpretar a chantagista Djenane Pereira em Senhora do Destino, melhor amiga da vilã Nazaré Tedesco, interpretada por Renata Sorrah.
Elizangela recebeu aclamação do público e da crítica por sua performance dramática na novela do horário nobre A Força do Querer (2017), na pele da sofrida Dona Aurora, mãe da personagem Bibi Perigosa (Juliana Paes), uma das protagonistas da trama, que se envolve na vida do crime e do tráfico. Por esse trabalho, venceu o Prêmio Extra de Melhor Atriz Coadjuvante, recebendo indicações para o Prêmio APCA de Melhor Atriz de Televisão e ao Prêmio de Melhores do Ano de Melhor Atriz Coadjuvante.

## Biografia
Caçula de três irmãs, seu pai era um executivo e sua mãe, dona de casa. Seus pais se separaram quando ela tinha 1 ano e meio, e assim, teve pouquíssimo contato com o pai. Sua mãe voltou a ser manicure e doceira após a separação, e teve que criar as três filhas sozinha, com uma pequena pensão do ex-marido, onde passou por muitas dificuldades. Elizangela, então, começou a trabalhar ainda criança, aos 8 anos de idade, ajudando a mãe a vender doces junto com as irmãs. Elizângela e as irmãs viam o pai raramente, quando ele vinha a trabalho no Rio.

## Carreira
Começou na televisão como assistente de palco e atriz mirim no Clube do Guri da TV Tupi Rio e em 1965 apresentou o programa Essa Gente Inocente na TV Excelsior do Rio. Na Globo Rio estreou em 1966 no Clube do Capitão Furacão, programa infantil da Globo Rio comandado por Pietro Mário. Em 1969, aos quinze anos de idade, participa do filme Quelé do Pajeú como a irmã violentada do protagonista, vivido por Tarcísio Meira. Começou a atuar em novelas nos anos 70, chamando a atenção por seu carisma e beleza natural, tornando-se uma das musas de sua geração.
Iniciou a carreira de cantora sem muita expectativa. Queria cantar por amor, adorava cantar, mas nunca pensou ser profissional. Todos elogiavam sua voz, e por isso decidiu tentar. A carreira de atriz estava instável, e decidiu lançar-se a novos rumos. Gravou um disco em 1978 um compacto simples/single que continha as canções "Ele ou Você" e "Pertinho de Você", distribuído pela gravadora RCA para todo o Brasil e exterior. O single vendeu mais de um milhão de exemplares e a canção do lado B do compacto, "Pertinho de Você" ficou entre as mais tocadas por 52 semanas no Brasil e é recordista de audiência no ECAD. Elizangela ficou muito surpresa, e emocionada quando foi premiada como uma das melhores cantoras do país. Após o estrondoso sucesso, a atriz sofreu pressão da indústria fonográfica e teve que decidir entre interpretar ou cantar, e resolveu desistir da carreira de cantora. "Era uma manipulação horrorosa. Queriam me forçar a entrar em um gênero e eu queria buscar meu estilo".
Informou uma curiosidade do início de sua carreira, pois foi uma das primeiras atrizes a não usar algum sobrenome em seu nome artístico pois, na época, acabou seguindo o conselho de um funcionário do departamento de elenco, onde foi informada que utilizar seu nome de batismo, Elizângela Vergueiro, ficaria muito longo e não chamaria atenção. A artista optou, então, por deixar somente Elizangela, ou "Elisângela".
Em 1975, despontou como a jovem Emilene - seu nome era a junção do nome das cantoras Emilinha Borba e Marlene -, irmã caçula da protagonista Lucinha (Betty Faria) na primeira versão de Pecado Capital. A partir daí, interpretou diversos personagens marcantes na televisão, sobretudo cômicas e sensuais, entre eles a mimada Patrícia de Locomotivas (1977), a dissimulada Mariúcha de Jogo da Vida (1982) - que deseja conquistar o patrão -, a obsessiva Marilda de Roque Santeiro (1985) - ex- mulher de Roberto Mathias (Fábio Jr.), a extravagante Rosemary Pontes de Pedra sobre Pedra (1992), a suburbana Magnólia de Por Amor (1997) - que traía o marido Oscar (Tonico Pereira) com o garotão Genésio (Ricardo Macchi), a fogosa Noêmia de O Clone (2001) - massagista e confidente das mulheres árabes - , a interesseira Shirley de Cobras & Lagartos (2006) - madrasta do malandro Foguinho (Lázaro Ramos), a cafetina misteriosa Cilene de A Favorita (2008) - testemunha do crime cometido por Flora (Patrícia Pillar) - a rabugenta Nicole no remake de Ti Ti Ti (2010) - cujo verdadeiro nome era "Daguijene" - e a ex-Miss Brasil Íntima Falcão em Aquele Beijo (2011).
Além das novelas, Elizangela participou na década de 80 de diversos programas e humorísticos na emissora, entre eles Os Trapalhões, chegando à surgir rumores na época de que a atriz era filha do trapalhão Zacarias, boato até hoje acreditado por algumas pessoas, mas que sempre foi negado por ela.
De 1985 a 1992 ficou afastada da Rede Globo, que estava deixando muitos atores na famosa "geladeira", e muitos estavam se afastando dessa emissora. Elizangela, então, foi chamada para atuar na Rede Manchete. Ficou lá por pouco tempo já que a novela que protagonizara - Tudo ou Nada - não deu um bom resultado. Após meses vivendo de pequenas peças teatrais, recebeu um convite de Older Cazarré para viajar e apresentar peças de teatro, e foi o que a salvou em tempos de vacas magras.
Conseguiu voltar para a Globo pois Chico Anysio a chamou para participar de um quadro e ela foi conversar com os diretores, que pediram a sua volta para as novelas.
Em 2004, viveu um dos momentos mais marcantes e lembrados da sua carreira, ao interpretar a chantagista Djenane Pereira, em uma participação especial na novela Senhora do Destino. A personagem era a melhor amiga da vilã Nazaré Tedesco, interpretada por Renata Sorrah e a única a saber seu segredo. A dupla rendeu momentos inesquecíveis na trama.
Em agosto de 2007 integrou o elenco do sucesso Os Monólogos da Vagina, de Eve Ensler, com tradução, adaptação e direção de Miguel Falabella, dividindo o palco com Fafy Siqueira e Vera Setta, substituindo Tânia Alves. Em 2016, transferiu-se para a RecordTV, onde interpreta Milah na novela bíblica A Terra Prometida.
Em 2017, volta para a TV Globo, onde viveu um dos grandes momentos de sua carreira, ao interpretar a sofrida Aurora Duarte, mãe de Bibi Perigosa (Juliana Paes), que sofre por ver a filha se envolver no mundo do tráfico, na novela A Força do Querer, de Glória Perez; papel pela qual foi muito elogiada e premiada. Em 2019, gravou uma participação especial na novela A Dona do Pedaço, seu último papel na televisão. Em 2021, repetiu a parceria de mãe e filha com Juliana na comédia Amor sem Medida, uma produção da Netflix baseada no filme argentino Corazón de León.

## Vida pessoal

### Relacionamentos
Aos 18 anos, em 1972, casou-se pela primeira vez, com o engenheiro Jorge Humberto Moreira, que foi seu primeiro namorado. Com ele teve sua única filha, Marcelle, que nasceu em 1974. Ficaram casados por 7 anos, mas desentendimentos fizeram a relação terminar de forma tranquila. Tentou ficar amiga do ex-marido, e sofria por ver a filha apegada ao pai, e não queria separá-la dele. Fez um acordo, e  ficou morando com o pai de sua filha por mais 3 anos, já que não queria que sua filha fosse criada longe do pai, pois sabe como isso é muito traumático e difícil. Eles conviveram como irmãos nesse período e Elizangela só saiu de casa com a filha porque ele casou-se novamente.
Durante sua vida passou grandes dificuldades financeiras, inclusive para criar a filha adolescente. Nessa época ainda morava sozinha com a filha, e a Globo, emissora na qual trabalhava, não estava chamando para novos trabalhos. A pensão do ex-marido não era alta e só dava para o sustento da filha. Sem grandes trabalhos, acabou atuando em pequenas peças de teatro. Ela fez um teatral chamado Lar Doce Lar, até que o presidente da época, Fernando Collor, proibiu o teatro por causa da censura. Elizangela, então, por dívidas acumuladas e falta de pagamento, foi despejada de seu apartamento, e passou a morar com a mãe, economizando ao máximo para conseguir pagar o aluguel dela. Desesperada, mandou a filha ir morar com o pai, pois não queria a menina passando fome junto com ela e sua mãe. Após alguns meses vivendo de pequenas peças de teatro e passando necessidade para pagar o aluguel da mãe, deu a volta por cima e enfim conseguiu novos contratos de trabalho através de antigas amizades.
Financeiramente mais estável, voltou a morar sozinha com a filha. Neste período teve alguns namorados, e até então não pensava numa segunda união, até que conheceu um homem com quem decidiu viver junto. Seu segundo casamento foi com um empresário. O matrimônio durou 8 anos, até 2001. A separação foi amigável e se tornaram amigos após o término.
Após essa separação, sua filha, que é bailarina, já estava casada com a empresária paraibana Micheline Torres, e Elizangela foi morar sozinha. Em entrevistas revelou que aceitou com naturalidade a homossexualidade de sua única filha, e que tem muito orgulho em ter uma filha lésbica.
Em 2015 perdeu sua neta, fruto de uma inseminação artificial que sua filha havia feito. Manuela nasceu prematura de sete meses, vindo a falecer poucas horas após o nascimento, o que a deixou muito abalada. A recém-nascida foi sepultada em 26 de agosto, no Cemitério Jardim da Saudade, em Salvador.
Em 4 de julho de 2017 perdeu sua mãe, de 92 anos, na véspera do aniversário dela. Dona Rosalinda estava internada há algumas semanas, falecendo por insuficiência cardíaca.
Em seus últimos anos, Elizangela viveu sozinha em sua casa em Guapimirim, na Região Metropolitana do Rio de Janeiro (onde morava desde 2014). Solteira, era eventualmente vista acompanhada de homens anônimos e famosos, mas não assumiu nenhum relacionamento sério para a mídia. Em entrevistas afirmou estar muito bem e feliz.

### Postura antivacina da COVID-19
Elizangela era publicamente contrária à vacina da COVID-19 e usava sua página no Instagram para tecer críticas ao assunto. No dia 20 de janeiro de 2022, a atriz foi hospitalizada em estado grave com sequelas da doença e quase precisou ser intubada, sendo estabilizada pelos médicos no CTI (Centro de Terapia Intensiva). Ela tinha histórico de problemas respiratórios anteriores, como um enfisema pulmonar, e chegou ao hospital com dificuldade para respirar e baixa saturação de oxigênio. A assessoria do Hospital Municipal José Rabello de Mello relatou que a atriz confirmou não ter tomado nenhuma dose da vacina. Ela recebeu alta médica 3 dias depois, mas precisou de suporte de oxigênio.
Por sua recusa em se vacinar, em junho de 2022 a atriz foi cortada do elenco da telenovela Travessia, ainda na fase de desenvolvimento pela Globo, e impedida de participar de qualquer outro trabalho enquanto não se vacinasse. Em 2021 a emissora havia determinado que todos os seus funcionários deveriam comprovar estarem vacinados.

### Morte
Em 3 de novembro de 2023, a atriz passou mal em casa e deu entrada no Hospital Municipal José Rabello de Mello em Guapimirim com parada cardiorrespiratória. A atriz acabou falecendo após uma tentativa sem êxito de reanimação.

## Filmografia

### Televisão
| Ano     | Título                        | Personagem                                    | Nota                                           |
| ------- | ----------------------------- | --------------------------------------------- | ---------------------------------------------- |
| 1964    | A Outra Face do Artista       | Apresentadora                                 |                                                |
| 1964    | Jornal Infantil da Excelsior  | Apresentadora                                 |                                                |
| 1965    | Essa Gente Inocente           | Apresentadora                                 |                                                |
| 1966    | Capitão Furacão               | Apresentadora                                 |                                                |
| 1968    | Show da Cidade                | Apresentadora                                 |                                                |
| 1970    | Topo Gigio Especial           | Apresentadora                                 |                                                |
| 1971    | O Cafona                      | Dalva do Espírito Santo                       |                                                |
| 1971    | Bandeira 2                    | Taís                                          |                                                |
| 1972    | O Bofe                        | Sandra                                        |                                                |
| 1972    | Caso Especial                 | Cíntia                                        | Episódio: "O Médico e o Monstro"               |
| 1972    | Caso Especial                 | Episódio: "Somos Todos do Jardim de Infância" |                                                |
| 1972    | Comédia Especial              | Bianca                                        | Episódio: "A Megera Domada"                    |
| 1973    | Cavalo de Aço                 | Teresa Muniz (Teresinha)                      |                                                |
| 1973    | Shazan-Xerife & Cia           | Mariazinha                                    | Episódio: "A Bicicleta Voadora"                |
| 1973    | Caso Especial                 | Creuza                                        | Episódio: "Medéia"                             |
| 1973    | Caso Especial                 | Episódio: "Feliz na Ilusão"                   |                                                |
| 1974    | Caso Especial                 |                                               |                                                |
| 1975    | Roque Santeiro                | Tânia Magalhães Malta                         | Versão censurada                               |
| 1975    | Pecado Capital                | Emilene Batista                               |                                                |
| 1975    | Cuca Legal                    | Maria Lúcia Proença (Lú)                      |                                                |
| 1976    | O Casarão                     | Mônica Esteves                                |                                                |
| 1976    | O Feijão e o Sonho            | Aparecida Villar (Cidoca)                     |                                                |
| 1977    | Locomotivas                   | Patrícia Mello                                |                                                |
| 1978    | Sítio do Picapau Amarelo      | Marciana Zague                                | Episódio: "O Outro Lado da Lua"                |
| 1978    | Caso Especial                 | Maria                                         | Episódio: "Mão-de-Obra"                        |
| 1978    | Te Contei?                    | Rita de Cássia Lobato (Ritinha)               |                                                |
| 1978–80 | Os Trapalhões                 | Várias personagens                            |                                                |
| 1979    | Feijão Maravilha              | Adelaide                                      |                                                |
| 1980    | Plumas & Paetês               | Sandra                                        |                                                |
| 1980    | Carga Pesada                  |                                               | Episódio: "Frete Carioca"                      |
| 1981    | Jogo da Vida                  | Maria Reis (Mariúcha)                         |                                                |
| 1982    | Paraíso                       | Maria Rosa Medeiros                           |                                                |
| 1983    | Voltei pra Você               | Lucinha                                       |                                                |
| 1983    | Mário Fofoca                  | Sueli                                         | Episódio: "O Bebê de Proveta"                  |
| 1984    | Partido Alto                  | Maria Aparecida (Cidinha)                     |                                                |
| 1985    | Caso Verdade                  |                                               | Episódio: "Os Gêmeos"                          |
| 1985    | Caso Verdade                  | Episódio: "Contrato de Risco"                 |                                                |
| 1985    | Roque Santeiro                | Marilda Mathias                               |                                                |
| 1986    | Sítio do Picapau Amarelo      | Joana                                         | Episódio: "A Trilha das Araras"                |
| 1986    | Tudo ou Nada                  | Maria de Guadalupe (Lupe)                     |                                                |
| 1990    | Delegacia de Mulheres         | Dalva                                         | Episódio: "Um Amor para Rosiclair"             |
| 1991    | Estados Anysios de Chico City | Lindaura                                      |                                                |
| 1992    | Pedra sobre Pedra             | Rosemary Pontes                               |                                                |
| 1993    | Você Decide                   |                                               | Episódio: "Sinuca de Bico"                     |
| 1994    | Éramos Seis                   | Marion                                        |                                                |
| 1994    | As Pupilas do Senhor Reitor   | Teresa Amado                                  |                                                |
| 1996    | Malhação                      | Izildete Ferraz (Zizi)                        | Temporada 2                                    |
| 1997    | Por Amor                      | Magnólia Rosa de Lima                         |                                                |
| 1998    | Caça Talentos                 | Fada Magnólia                                 | Episódio: "Lendas e Cascatas"                  |
| 1998    | Você Decide                   | Prostituta                                    | Episódio: "A Primeira Vez de Carlinhos"        |
| 1999    | Suave Veneno                  | Nazaré Cañedo                                 | Episódios: "13–14 de setembro"                 |
| 2001    | A Turma do Didi               |                                               | Participação especial                          |
| 2001    | O Clone                       | Noêmia Rachid                                 |                                                |
| 2004    | Senhora do Destino            | Djenane Pereira                               | Episódios: "7 de setembro–30 de outubro"       |
| 2005    | Senhora do Destino            | Edileuza Pereira                              | Episódio: "7 de março" Episódio: "12 de março" |
| 2005    | A Lua Me Disse                | Assunta Velato                                |                                                |
| 2006    | Cobras & Lagartos             | Gelciara Miranda Café (Shirley)               |                                                |
| 2008    | A Favorita                    | Jucilene Maria Gonzaga (Cilene)               |                                                |
| 2010    | Ti Ti Ti                      | Daguijane Oliveira (Nicole)                   |                                                |
| 2011    | Aquele Beijo                  | Íntima Falcão                                 |                                                |
| 2012    | Salve Jorge                   | Esma Khalid                                   |                                                |
| 2014    | Segunda Dama                  | Edinéia Ramos dos Santos                      |                                                |
| 2014    | Império                       | Jurema Conceição dos Santos                   |                                                |
| 2016    | A Terra Prometida             | Milah Zurig                                   |                                                |
| 2017    | A Força do Querer             | Aurora Duarte                                 |                                                |
| 2019    | Tô de Graça                   | Dona Márcia                                   | Episódio: "18 de setembro"                     |
| 2019    | A Dona do Pedaço              | Carmelinda Barbosa                            | Episódios: "3 de outubro–7 de novembro"        |

### Cinema
| Ano  | Título                       | Papel                         | Notas              |
| ---- | ---------------------------- | ----------------------------- | ------------------ |
| 1968 | O Homem Nu                   | Filha da vizinha de Marinalva | Não creditada      |
| 1969 | Quelé do Pajeú               | Marizolina Celidônio          |                    |
| 1970 | O Enterro da Cafetina        | Rosa Maria                    |                    |
| 1970 | Vale do Canaã                | Guaracy                       |                    |
| 1973 | O Judoka                     | Lúcia                         |                    |
| 2006 | 1972                         | Dona Leonor                   |                    |
| 2014 | Pequeno Dicionário Amoroso 2 | Lady Jane                     |                    |
| 2021 | Depois a Louca Sou Eu        | Magda Soares                  |                    |
| 2021 | Amor Sem Medida              | Márcia Alvarenga              |                    |
| 2024 | Oficina do Diabo             | Maria                         | Lançamento póstumo |

## Teatro
| Ano  | Título                                  |
| ---- | --------------------------------------- |
| 1976 | Tudo no Escuro                          |
| 1980 | Papo Furado                             |
| 1981 | A Bombinha e o Sonho                    |
| 1983 | Meninas S.A                             |
| 1983 | O Dia em que Alfredo Virou a Mão        |
| 1986 | Trair e Coçar É só Começar              |
| 1987 | Prima com Chantilly                     |
| 1993 | Greta Garbo, Quem Diria Acabou no Irajá |
| 1995 | Viva Sem Medo Suas Fantasias Sexuais    |
| 1997 | Bonifácio Bilhões                       |
| 2000 | Bodas de Papel                          |
| 2004 | Tem um Psicanalista na Nossa Cama       |
| 2005 | A Vida Privada é uma Comédia            |
| 2013 | A Partilha                              |

## Discografia
| Ano  | Título           | Novela         |
| ---- | ---------------- | -------------- |
| 1978 | "Ele ou Você"    | Pecado Rasgado |
| 1979 | "Coisas do Amor" | Marrom Glacê   |

Singles
| Ano  | Título           | Prêmio        | Ref.   |
| ---- | ---------------- | ------------- | ------ |
| 1978 | Pertinho de Você | Disco de Ouro | [ 40 ] |

## Prêmios e indicações
| Ano  | Premiação                                   | Categoria                               | Nomeações         | Resultado | Ref.   |
| ---- | ------------------------------------------- | --------------------------------------- | ----------------- | --------- | ------ |
| 1969 | Festival de Cinema de Santos                | Melhor Atriz Revelação                  | Quelé do Pajeú    | Venceu    |        |
| 1970 | Festival de Cinema de Santos                | Melhor Atriz                            | O Vale do Canaã   | Venceu    | [ 41 ] |
| 1972 | Troféu Imprensa                             | Melhor Revelação Feminina               | O Cafona          | Indicada  |        |
| 1973 | Troféu Imprensa                             | Melhor Revelação Feminina               | O Bofe            | Indicada  |        |
| 1978 | Prêmio Villa Lobos                          | Disco mais vendido no Brasil            | Pertinho de Você  | Venceu    | [ 42 ] |
| 1978 | Melhores do Ano Revista Contigo!            | Cantora Revelação do Ano                | Pertinho de Você  | Venceu    |        |
| 2005 | Troféu Samba de Primeira - Tamborim de Ouro | Melhor Atriz de Televisão               | A Lua me Disse    | Venceu    | [ 43 ] |
| 2012 | Troféu Top of Business                      | Melhor Atriz                            | Aquele Beijo      | Venceu    |        |
| 2013 | Troféu Top of Business                      | Destaque do Ano em Televisão            | Salve Jorge       | Venceu    |        |
| 2017 | Melhores do Ano                             | Melhor Atriz Coadjuvante                | A Força do Querer | Indicada  | [ 44 ] |
| 2017 | Prêmio Contigo!                             | Melhor Atriz Coadjuvante                | A Força do Querer | Indicada  | [ 45 ] |
| 2017 | Prêmio APCA de Televisão                    | Melhor Atriz                            | A Força do Querer | Indicada  | [ 46 ] |
| 2017 | Troféu UOL TV e Famosos                     | Melhor Atriz                            | A Força do Querer | Indicada  |        |
| 2017 | Prêmio Extra de Televisão                   | Melhor Atriz Coadjuvante                | A Força do Querer | Venceu    | [ 47 ] |
| 2017 | Prêmio Revista Minha Novela                 | Melhor Atriz Coadjuvante (voto público) | A Força do Querer | Venceu    | [ 48 ] |
| 2017 | Prêmio Revista Minha Novela                 | Melhor Atriz Coadjuvante (voto júri)    | A Força do Querer | Venceu    | [ 48 ] |
| 2017 | Melhores do Ano NaTelinha                   | Melhor Atriz Coadjuvante                | A Força do Querer | Venceu    |        |